# 歐洲國家在印度的殖民地

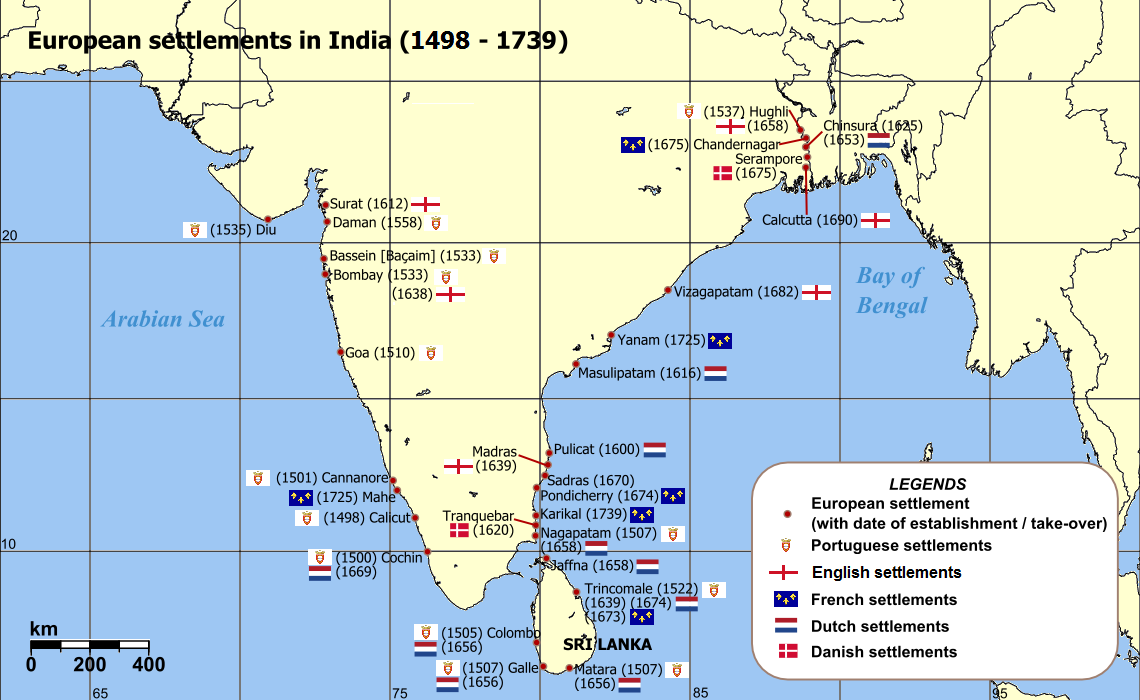
1501年-1739年歐洲各國在印度的殖民地

歐洲國家於15世紀末開始對印度進行殖民，成立了一系列歐洲國家在印度的殖民地。1498年葡萄牙人首先踏足果阿。稍後，歐洲列強諸如荷蘭、英國和法國也蜂擁而至。本來已支離破碎、日暮西山的印度諸土邦，自此逐漸被歐洲列強吞併，由傀儡性質的王公治理。至19世紀，英國已直接或間接地控制了幾乎整個印度。共有5個歐洲國家曾經在印度有殖民地，按照時間順序包括葡萄牙、英國、法國、荷蘭以及丹麥。另外日本曾於二戰期間短暫地佔領過安達曼—尼科巴群島。

## 葡萄牙
葡萄牙最早於1498年瓦斯科·達伽馬抵達印度。其時西亞的傳統貿易路線被奧斯曼帝國封鎖，而葡萄牙帝國本身也面對著意大利城邦的競爭，使他們希望找出通往印度的航海路線。1498年瓦斯科·達·伽馬首次成功航行至印度，他於喀拉拉邦的科澤科德上岸，並往果阿進發。其後葡萄牙曾一度操控了印度東西兩邊的幾乎所有沿岸地區，又於16世紀取得了錫蘭（今斯里蘭卡）。葡萄牙於果阿、達曼、第烏、达德拉-纳加尔哈维利成立了貿易據點，並以果阿作為葡萄牙於東半球的首府。1954年，印度占领达德拉-纳加尔哈维利。1961年12月，印度出兵果阿、达曼和第乌，葡萄牙战败，丧失在印度的殖民地。1974年康乃馨革命後，葡萄牙政府正式承认原葡属印度地区为印度领土。

## 英國
英國女王伊利沙白一世在1600年頒佈特許狀成立不列顛東印度公司，與印度及東亞進行貿易。大英帝國於1624年在蘇拉特登陸，其後得到當時的統治者賈汗吉爾允許於加爾各答和馬德拉斯成立貿易根據地。英國逐漸透過軍事援助而進入當地的政治核心。1700年代英法兩國各代表其印度統治者爆發了英法戰爭。於戰爭末期，以第一代克莱武男爵罗伯特·克莱武為首的英軍擊敗了法國，使英國的勢力範圍大為擴張。於19世紀初，法國已幾乎被徹底打敗，多數的印度土王都已淪為不列顛東印度公司的傀儡統治者。
1857年，因為英國對印度人的歧視和宗教壓迫導致1857年印度起義，英國武力鎮壓這場革命後，正式將印度設為皇家殖民地，再成為保護國—印度帝國，英王則兼任印度皇帝，大英帝國正式成為名正言順的帝國。在19世紀末大英帝國勢力發展至高峰時，大英帝國由緬甸一直延伸至阿富汗，覆蓋整個南亞次大陸，當時的印度帝國包括了今日的印度、巴基斯坦和孟加拉，並一度包括緬甸、亞丁殖民地、海峽殖民地和新加坡。錫蘭亦是另一個英國屬地；不丹也曾一度被佔領。英國於印度的控制權在1947年8月15日隨印巴分治而終結，一度維持自治領，緬甸1948年獨立但不加入大英國協，印度1950年成為共和國及加入大英國協，巴基斯坦1956年成為共和國及加入大英國協，1972年孟加拉脫離巴基斯坦獨立及加入大英國協。

## 法國
法國緊隨英國之後於印度成立貿易基地。於18世紀中的高峰時期，法國曾佔領南印度之大半，並今日的安得拉邦北部及奧里薩邦。然而後來法國卻在英國的進迫下節節失利，至18世紀末已幾乎將原佔領土喪失盡了。1816年英國將本地治里、卡來卡、雅南、馬希及金德訥格爾等一系列飛地歸還予法國，並組成了新的法屬印度。於印度獨立後此些地區分別拼入了相鄰的邦或組成了本地治里聯邦屬地加入印度。

## 荷蘭
荷蘭的荷蘭東印度公司曾於印度沿岸成立了不少貿易根據地，並曾一度控制Malabar東岸(Cranganore/Cranganor/Kodungallor, Cochin de Cima/Pallipuram, Cochin, Cochin de Baixo/Santa Cruz, Quilon(Coylan), Cannanore, Kundapura, Kayankulam, Ponnani) and the Coromandel south coast (Golkonda, Bimilipatnam, Jaggernaikpoeram/Kakinada, Palikol, Pulicat, Porto Novo/Parangippettai, Negapatnam)和蘇拉特（1616-1795）。他們又曾從葡萄牙手中佔領了錫蘭（今日的斯里蘭卡）（1658 - 1796）。荷蘭亦曾於Travancore 及泰米爾納德邦海岸，以至於今日孟加拉的Rajshahi Pipely、Hougli/Chinsura Baleshwar/Bellasoor、Murshidabad及於今日緬甸的Ava、Arakan、Syriam成立貿易站。於拿破崙戰爭後，荷蘭因作為法國的從國而於維也納會議上喪失了錫蘭。後期荷蘭逐漸從印度淡出，專注經營荷屬東印度，即今日的印尼。

## 丹麥
丹麥是眾多殖民者中最後插手印度的一個。他們只於泰米爾納德的特蘭奎巴建立了一個貿易根據地，然而此貿易站一直無足輕重，並於1845年賣了給英國。此外尼科巴群島也曾於1755年至1868年成為丹麥殖民地，最後被售予英國。

## 其他國家
其他殖民國家諸如比利時、意大利和德國並未有在印度進行殖民。西班牙因教宗亞歷山大六世於1493年頒佈的《在其他之中》教宗詔書確立的分界線而將殖民東半球的權利割讓了給葡萄牙。日本曾於二戰期間短暫地佔領過安達曼—尼科巴群島。